# Società Autostrada Tirrenica

Logo

Società Autostrada Tirrenica S.p.A. (pl. Spółka Autostrada Tyrreńska) – jeden z włoskich operatorów płatnych autostrad. Spółka jest koncesjonariuszem autostrady A12 na dwóch odcinkach: Livorno – Rosignano Marittimo oraz Livorno - Civitavecchia. Koncesja została wydana przez ANAS  i będzie obowiązywać do końca 2028 roku. Spółka powstała w roku 1969. 93,99% udziałów w spółce należy do grupy Autostrade per l’Italia.